# アメリカ合衆国の選挙

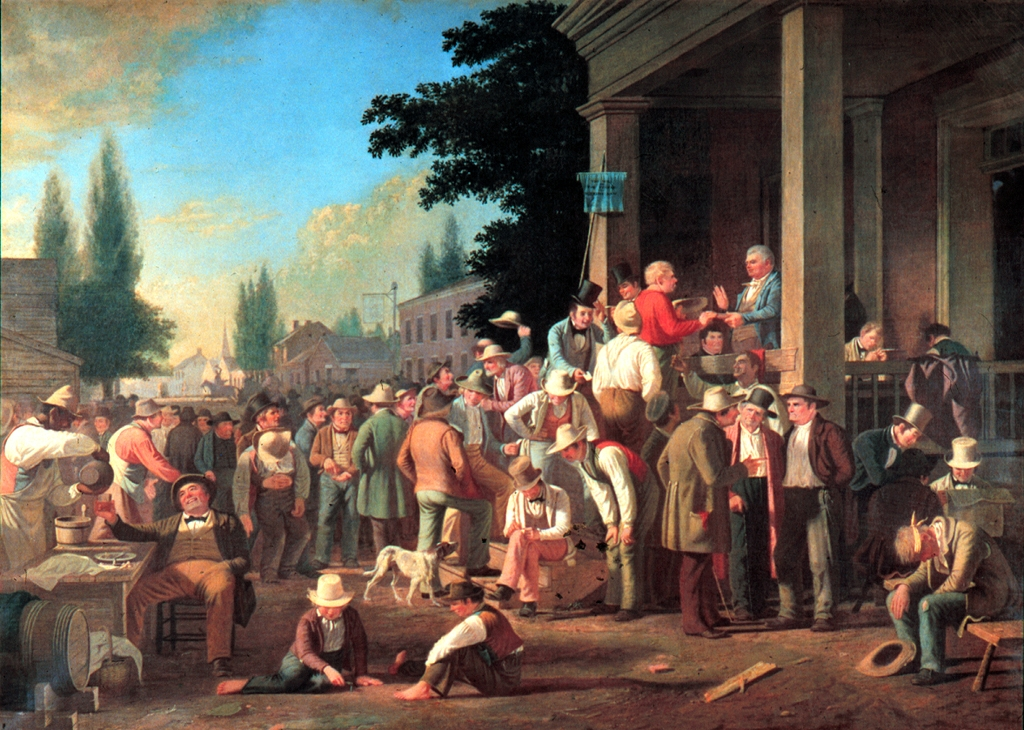
投票所の様子（1864年、ジョージ・カレブ・ビンガム）

アメリカ合衆国の選挙（あめりかがっしゅうこくのせんきょ）では、アメリカ合衆国における選挙制度について述べる。

## 概要
アメリカ合衆国における主要な選挙としては、
- アメリカ合衆国大統領選挙 （4年ごと）
- アメリカ合衆国連邦議会（上院・下院）選挙 （2年ごと[1]）
- 各州の州知事選挙 （4年ごと）

の3つがある。
この内、大統領選挙（4年ごと）と連邦議会（上院・下院）選挙（2年ごと）は同日に合同で行われるが、連邦議会（上院・下院）選挙は2年ごとなので、大統領任期4年のちょうど中間にも連邦議会選挙が行われることになる。これは中間選挙（midterm election）と呼ばれ、大統領の政権運営の評価が反映されるものとされる。
選挙法では、外国籍の人間（永住権保有者を除く）によるいかなる選挙への関与（選挙関連活動および寄付）を認めておらず、これらの行為は違法である。